# Old Gala House

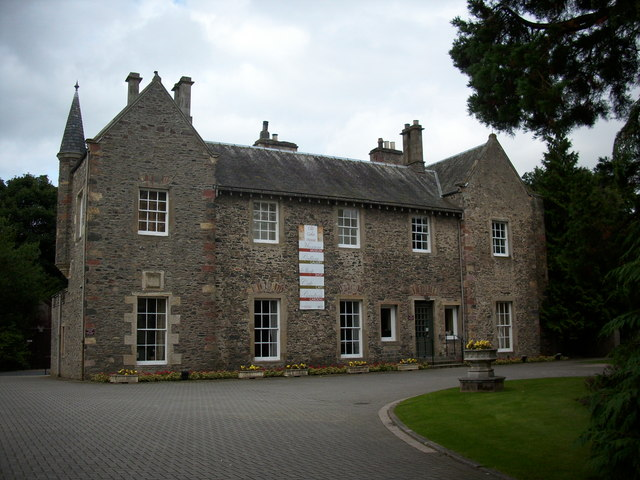
Old Gala House

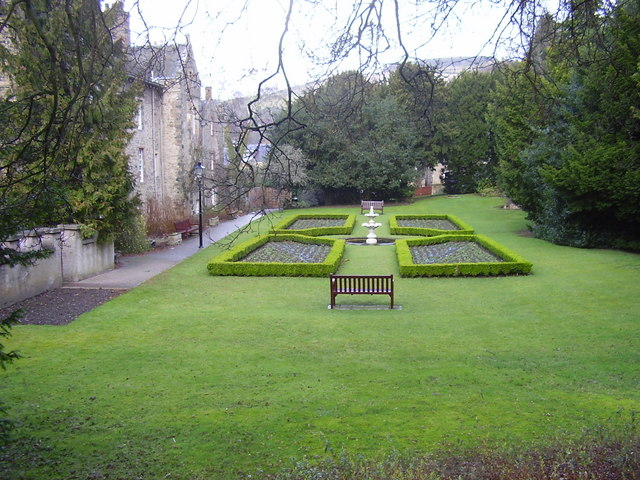
Gärten

Old Gala House ist ein Wohngebäude in der schottischen Kleinstadt Galashiels in der Council Area Scottish Borders. 1971 wurde das Bauwerk in die schottischen Denkmallisten in der höchsten Denkmalkategorie A aufgenommen.

## Geschichte
Am Standort ist im Jahre 1457 ein Peel Tower verzeichnet. Zu den ältesten Teilen des heutigen Old Gala House zählen integrierte Fragmente eines nachfolgenden Wehrturms, den Andrew Pringle im Jahre 1583 erbaute. Galashiels wurde 1611 zum Stammsitz des Clans Pringle und der Südostflügel wurde um dieses Jahr hinzugefügt. 1635 verlegte der Clan seinen Sitz jedoch nach Smailholm Tower. Mit der Heirat Jean Pringles mit Hugh Scott im selben Jahre bewohnte das Ehepaar fortan Old Gala House. Die Scotts fungierten als Lairds von Gala. Um 1830 sowie 1860 wurde das Gebäude erweitert. 1872 beauftragte ein weiterer Hugh Scott den schottischen Architekten David Bryce mit dem Bau von New Gala House, wodurch Old Gala House obsolet wurde. New Gala House wurde 1985 abgebrochen. Das zwischenzeitlich in die Hand der Regionalregierung übergegangene Old Gala House wurde 1988 zu einem Museum umfunktioniert.

## Beschreibung
Einst lag Old Gala House außerhalb der Stadt. Mit deren beständigem Wachstum schloss sie das Gebäude ein, sodass es heute am Scott Crescent innerhalb Galashiels gelegen ist. Das Gebäude weist einen unregelmäßigen U-förmigen Grundriss auf. Das Mauerwerk des zwei- bis dreistöckigen Old Gala House besteht aus Bruchstein, wobei Öffnungen mit Naturstein vom gelben oder roten Sandstein ausgemauert sind. Entlang der Fassaden sind im Wesentlichen zwölfteilige Sprossenfenster verbaut. Ein Eingang an der südostexponierten Rückseite ist mit Obelisken als Fialen gestaltet. Markant ist der dreistöckige Treppenturm aus dem Jahre 1611. Es kragen verschiedene Türmchen aus. Das Gebäude schließt mit schiefergedeckten Dächern.